# 15008 Delahodde
15008 Delahodde è un asteroide della fascia principale. Scoperto nel 1998, presenta un'orbita caratterizzata da un semiasse maggiore pari a 2,5570449 au e da un'eccentricità di 0,2103349, inclinata di 5,60559° rispetto all'eclittica.
L'asteroide è dedicato all'astronoma francese Catherine Delahodde.